# Kronobergs IK
Kronobergs Idrottsklubb är en idrottsförening bildad på Kungsholmen  i Stockholm. Klubben har haft en hel del framgångsrika friidrottare och har spelat bandy, basketboll och fotboll. Föreningen deltog i svenska mästerskapet i bandy 1920, men utan att vinna någon match.
Klubbmärket har för det mesta varit ett K inom en ring.